# النيداني (صبر الموادم)

تعديل مصدري - تعديل

النيداني  هي إحدى قرى مديرية صبر الموادم بمحافظة تعز اليمنية، بلغ تعداد سكانها 1430 نسمة حسب التعداد السكاني في اليمن في 2004.